# 김민교 (배우)
김민교(1974년 4월 15일 ~ )는 대한민국의 연출가, 배우이다.

## 학력
- 서울신구초등학교(졸업)
- 신사중학교(졸업)
- 현대고등학교(졸업)
- 서울예술대학 연극과(졸업)

## 연기 활동・예능 활동

### 연극

#### 출연
| 출연시기                | 연극명        | 배역   |
| ----------------------- | ------------- | ------ |
| 2012년 6월 ~ 2013년 3월 | 서툰 사람들   | 장덕배 |
| 2012년 9월 ~ 2013년 2월 | 발칙한 로맨스 | 구봉필 |
| 2006년 ~ 2011년         | 광수생각      | 광수   |

- 그 외 《미라클》, 《꿈먹고 물마시고》, 《생존도시》 등 다수의 대학로 연극.

#### 연출
| 연출시기         | 연극명        | 활동내역     |
| ---------------- | ------------- | ------------ |
| 2011년 ~ 2013년  | 발칙한 로맨스 | 작가 및 연출 |
| 2013년 2월 ~ 9월 | 서툰 사람들   | 연출         |
| 2009년 ~ 2011년  | 달콤한 원나잇 | 작가 및 연출 |
| 2006년 ~ 2011년  | 광수생각      | 작가 및 연출 |

### 영화
| 개봉시기        | 영화명                      | 배역               | 비고                                  |
| --------------- | --------------------------- | ------------------ | ------------------------------------- |
| 2018년          | 완벽한 타인                 | 민수 (목소리)      | 특별출연                              |
| 2018년          | 머니백                      | 양아치             |                                       |
| 2017년          | 비정규직 특수요원           | 양실장             | 본작의 메인 빌런이자 페이크 최종 보스 |
| 2017년          | 조작된 도시                 | 용도사             |                                       |
| 2016년          | 바운티 헌터스: 현상금사냥꾼 | 엄삼               | 특별출연                              |
| 2015년          | 연애의 맛                   | 사진작가           | 우정출연                              |
| 2015년          | 로드킬                      | 사냥꾼             |                                       |
| 2014년          | 우리는 형제입니다           | 견인남             |                                       |
| 2014년          | 하이힐                      | 사내 1             |                                       |
| 2012년          | 점쟁이들                    | 울진리 마을 경찰관 |                                       |
| 2010년          | 방자전                      | 내시               |                                       |
| 2009년          | 헬로우 마이 러브            | 박문기             |                                       |
| 2009년          | 시크릿                      | 창기               |                                       |
| 2008년          | 영화는 영화다               | 협박범1            |                                       |
| 2008년          | 대한이, 민국씨              | 최 순경            |                                       |
| 2007년          | 우리동네                    | 박 형사            |                                       |
| 2004년          | 안녕! 유에프오              | 정태               | 우정출연                              |
| 2003년          | 별                          | 직원4              |                                       |
| 2002년          | 라이터를 켜라               | 초등학교 동창      |                                       |
| 2002년          | 동승                        | 정심 스님(동자승)  |                                       |
| 2001년          | 킬러들의 수다               | 병사2              |                                       |
| 1998년 (미개봉) | 성철                        | 스님               | 김민교의 연예계 데뷔작                |

### 예능
| 방송일                                                    | 방송사     | 프로그램                 | 회차            | 코너 또는 설명     | 배역                             |
| --------------------------------------------------------- | ---------- | ------------------------ | --------------- | ------------------ | -------------------------------- |
| 2014년 1월 12일                                           | XTM        | 탑 기어 코리아 5         | 제9회           | 스타 랩타임        | 배우 김민교 (서유리와 공동출연)  |
| 2013년 2월 23일 ~ 2013년 11월 23일                        | tvN        | SNL 코리아               | 시즌4           |                    | 크루 김민교                      |
| 2013년 11월 4일                                           | tvN        | 현장 토크쇼 택시         | 제310회         |                    | 배우 김민교 (이종혁과 공동출연)  |
| 2013년 10월 6일                                           | Y-STAR     | 식신로드                 | 150             |                    | 진행자 정준하의 지인 김민교      |
| 2013년 9월 5일                                            | MBC        | 이야기쇼 화수분          | 2               | 제2장 '진격의 119' | 앵커 김민교                      |
| 2013년 8월 3일, 8월 10일                                  | MBC        | 무한도전                 | 341, 342        | ‘여름 예능 캠프’   | 게스트                           |
| 2013년 7월 29일                                           | On Style   | 한 여름 밤의 꿈 소나기 2 | 3               |                    | 멘토 김슬기의 깜짝 게스트 김민교 |
| 2012년 9월 8일 ~ 2012년 12월 29일                         | tvN        | SNL 코리아               | 시즌3           |                    | 크루 김민교                      |
| 2012년 5월 26일 ~ 2012년 7월 14일                         | tvN        | SNL 코리아               | 시즌2           |                    | 크루 김민교                      |
| 2014년 11월 9일                                           | SBS        | 런닝맨                   | 220회           |                    | 게스트 출연                      |
| 2016년 1월 16일                                           | SBS        | 동상이몽, 괜찮아 괜찮아  | 37회            |                    | 게스트 출연                      |
| 2016년 2월 2일 ~ 2016년 5월 15일                          | MBC        | 진짜 사나이              |                 |                    |                                  |
| 2016년 9월 2일 ~ 2016년 9월 30일                          | SBS        | 정글의 법칙              | 몽골            |                    |                                  |
| 2017년 11월 11일 ~ 2018년 4월 22일                        | 채널A      | 개밥 주는 남자 시즌2     |                 |                    |                                  |
| 2018년 10월 6일 ~ 2018년 11월 24일                        | XtvN       | 최신유행 프로그램 1      |                 |                    |                                  |
| 2019년 9월 7일 ~ 현재                                     | XtvN       | 최신유행 프로그램 2      |                 |                    |                                  |
| 2021년 9월 7일 ~ 2021년 11월 6일, 2021년 12월 25일 ~ 현재 | 쿠팡플레이 | SNL 코리아               | 리부트 시즌 1 ~ |                    | 크루 김민교                      |
| 2022년 12월 8일                                           | MBC        | 심야괴담회               | 71회            |                    |                                  |
| 2023년 3월 4일                                            | JTBC       | 아는형님                 | 373회           |                    |                                  |

- tvN SNL 코리아 시즌4 회차별 코너 및 배역

| * 제18대 대통령 취임식 | * 싸이(PSY)           |                                                                         |                                                                |
| * 현재 SNL 대기실      | * SNL 프로듀서 김민교 |                                                                         |                                                                |
| * 글로벌 텔레토비      | * 정으니              |                                                                         |                                                                |
| 2                      | 2013년 3월 2일        |                                                                         |                                                                |
| 2                      | 2013년 3월 2일        | * SNL 중소기업 상품 특별전 MY-모(毛) : AN SNL DIGITAL SHORT             | * 김민교(40세)                                                 |
| 2                      | 2013년 3월 2일        | * 보이스피싱 코리아                                                     | * 보이스피셔 이수길(연변)                                      |
| 2                      | 2013년 3월 2일        | * 팬이야 김슬기 Feat. 박재범, 이문식 : AN SNL DIGITAL SHORT             | * 자우림의 기타리스트 이선규                                   |
| 2                      | 2013년 3월 2일        | * 7번룸의 선물                                                          | * 검사 김민교                                                  |
| 2                      | 2013년 3월 2일        | * 글로벌 텔레토비                                                       | * 정으니                                                       |
| 2                      | 2013년 3월 2일        | * 김슬기의 섹시댄스 : SNL facebook 공약 실천                            | * 크루 김민교                                                  |
| 3                      | 2013년 3월 9일        |                                                                         |                                                                |
| 3                      | 2013년 3월 9일        | * 7번빵의 선물 : 이엉돈 PD의 먹거리 X파일                               | * 교도소 수감자 김민교(수감번호 7837)                          |
| 3                      | 2013년 3월 9일        | * 청와대 주간 브리핑                                                    | * 청와대 출입기자 김민교                                       |
| 3                      | 2013년 3월 9일        | * 아침마당                                                              | * 스태프 김민교                                                |
| 3                      | 2013년 3월 9일        | * 홍대무법자 : SNL Digital Short                                        | * 박재범의 ‘고시10년 윗집 형’                                  |
| 3                      | 2013년 3월 9일        | * 오늘은 내가 짜파구리 요리사                                           | * 박재범의 광고촬영중 아버지역할                               |
| 3                      | 2013년 3월 9일        | * 글로벌 텔레토비                                                       | * 정으니                                                       |
| 4                      | 2013년 3월 16일       |                                                                         |                                                                |
| 4                      | 2013년 3월 16일       | * 푸르른거탑 : 이엉돈 PD의 먹거리 X파일                                 | * 상병 김민교                                                  |
| 4                      | 2013년 3월 16일       | * 귀요미송 : SNL Digital Short                                          | * 유세윤의 현실세계 연인                                       |
| 4                      | 2013년 3월 16일       | * 글로벌 텔레토비                                                       | * 정으니                                                       |
| 4                      | 2013년 3월 16일       | * Weekend Update - 교황 선출과정 패러디 꽁트                            | * 교황선출권 보유한 추기경                                     |
| 4                      | 2013년 3월 16일       | * Musical Guest : UV <집행유애+이태원 프리덤>                           | * 크루 김민교                                                  |
| 5                      | 2013년 3월 23일       |                                                                         |                                                                |
| 5                      | 2013년 3월 23일       | * 오프닝                                                                | * 최여진의 댄스파트너 박지우                                   |
| 5                      | 2013년 3월 23일       | * 위기탈출 넘버 쓰리                                                    | * 구급대원 박 씨                                               |
| 5                      | 2013년 3월 23일       | * 그것이 알고싶다 “대학 MT...그 위험한 축제” : 이엉돈 PD의 먹거리 X파일 | * 대학교 동아리 선배 역할                                      |
| 5                      | 2013년 3월 23일       | * 여배우 : SNL Digital Short                                            | * 김민교                                                       |
| 5                      | 2013년 3월 23일       | * 최여진 아카데미 [유혹의 기술]                                         | * 김슬기에게 청혼하려던 남자친구                               |
| 5                      | 2013년 3월 23일       | * 글로벌 텔레토비(뉴스)                                                 | * 정으니                                                       |
| 5                      | 2013년 3월 23일       | * Weekend Update 출동 SNL                                               | * 피겨스케이팅 선수 아서라 마오                                |
| 6                      | 2013년 3월 30일       |                                                                         |                                                                |
| 6                      | 2013년 3월 30일       | * 사과실업                                                              | * 반응연기전문 방청객 김민교                                   |
| 6                      | 2013년 3월 30일       | * SNL 선정 중소기업 유망상품 특별전 - BERENARUT NEW YORK                | * 뮤지컬 <헤드윅> 출연진                                       |
| 6                      | 2013년 3월 30일       | * 정글의 법칙 : 이엉돈PD의 먹거리 X파일                                 | * 족장 김민교                                                  |
| 6                      | 2013년 3월 30일       | * Phantom of the O만석 : SNL Digital Short                              | * 문희준                                                       |
| 6                      | 2013년 3월 30일       | * 닥터 지킬 클리닉                                                      | * 북한 국방위원장 김정은                                       |
| 6                      | 2013년 3월 30일       | * 글로벌 텔레토비                                                       | * 정으니                                                       |
| 7                      | 2013년 4월 6일        |                                                                         |                                                                |
| 7                      | 2013년 4월 6일        | * 국화꽃 향기                                                           | * 김태균의 친구 겸 문상객                                      |
| 7                      | 2013년 4월 6일        | * 컬투쌤 언어영역 : SNL Digital Short                                   | * 김 첨지                                                      |
| 7                      | 2013년 4월 6일        | * 글로벌 텔레토비                                                       | * 정으니                                                       |
| 7                      | 2013년 4월 6일        | * 두시탈주 컬투쇼                                                       | * LA다저스 투수 류현진                                         |
| 8                      | 2013년 4월 13일       |                                                                         |                                                                |
| 8                      | 2013년 4월 13일       | * 서바이벌 오디션 K-갑(甲) 스타                                         | * 북한 국방위원장 김정은                                       |
| 8                      | 2013년 4월 13일       | * 아이돌 인권 위원회 : AN SNL DIGITAL SHORT                             | * 고속도로 화장실 근교 주민                                    |
| 8                      | 2013년 4월 13일       | * 글로벌 텔레토비                                                       | * 정으니                                                       |
| 9                      | 2013년 4월 20일       |                                                                         |                                                                |
| 9                      | 2013년 4월 20일       | * 리액션 스타                                                           | * 아침드라마 감독 김민교                                       |
| 9                      | 2013년 4월 20일       | * SNL NORTH KOREA : AN SNL DIGITAL SHORT                                | * 북한 국방위원장 김정은                                       |
| 9                      | 2013년 4월 20일       | * QUEEN Of Ballard : AN SNL DIGITAL SHORT                               | * 음악프로듀서 김민교, 이수영의 어린아이 역할                  |
| 9                      | 2013년 4월 20일       | * 글로벌 텔레토비                                                       | * 정으니                                                       |
| 9                      | 2013년 4월 20일       | * 한국인과 밥상                                                         | * TV 프로듀서 김민교                                           |
| 9                      | 2013년 4월 20일       | * Weekend Update 출동 SNL                                               | * 한화그룹 김승연회장 역할                                     |
| 9                      | 2013년 4월 20일       | * Musical Guest : 박재범 <JOAH>                                         | * 크루 김민교                                                  |
| 10                     | 2013년 4월 27일       |                                                                         |                                                                |
| 10                     | 2013년 4월 27일       | * 사과실업                                                              | * 반응연기전문 방청객 김민교                                   |
| 10                     | 2013년 4월 27일       | * 서프라이즈 진실 혹은 거짓 - 패왕색의 현아                             | * 1412년 트란실바니아의 동방박사(현아 최초발견자)              |
| 10                     | 2013년 4월 27일       | * 응교                                                                  | * 유명작가 신동엽의 문하생 겸 작가 김민교                      |
| 10                     | 2013년 4월 27일       | * 악플러 입닥치자 : AN SNL DIGITAL SHORT                                | * 웨인 루니                                                    |
| 10                     | 2013년 4월 27일       | * 글로벌 텔레토비                                                       | * 정으니                                                       |
| 10                     | 2013년 4월 27일       | * Weekend Update 출동 SNL                                               | * 대기업 회사 임원                                             |
| 11                     | 2013년 5월 4일        |                                                                         |                                                                |
| 11                     | 2013년 5월 4일        | * 오프닝                                                                | * 문희준                                                       |
| 11                     | 2013년 5월 4일        | * 에릭의 불타는 연탄갈비                                                | * 김슬기의 지인 김민교                                         |
| 11                     | 2013년 5월 4일        | * 박물관이 살아있다!                                                    | * 문희준                                                       |
| 11                     | 2013년 5월 4일        | * 글로벌 텔레토비                                                       | * 정으니                                                       |
| 12                     | 2013년 5월 11일       |                                                                         |                                                                |
| 12                     | 2013년 5월 11일       | * 자칼                                                                  | * 대한민국 국군 대령 김민교                                    |
| 12                     | 2013년 5월 11일       | * 최면술사                                                              | * 반응연기전문 방청객 김민교                                   |
| 12                     | 2013년 5월 11일       | * 글로벌 텔레토비                                                       | * 정으니                                                       |
| 13                     | 2013년 5월 18일       |                                                                         |                                                                |
| 13                     | 2013년 5월 18일       | * 오프닝                                                                | * 눈알연기의 달인 - 크루 김민교                                |
| 13                     | 2013년 5월 18일       | * 노팅힐                                                                | * 배우 김슬기의 토요일 택배기사 김민교                         |
| 13                     | 2013년 5월 18일       | * GANOM Disddatch Edition : AN SNL DIGITAL SHORT                        | * 박재범의 애인 김민교                                         |
| 13                     | 2013년 5월 18일       | * 결혼 전야                                                             | * 윤하의 예비신랑 김민교                                       |
| 13                     | 2013년 5월 18일       | * 제3병원                                                               | * 내과의사 김민교                                              |
| 13                     | 2013년 5월 18일       | * 제이슨 므라즈 : AN SNL DIGITAL SHORT                                  | * 정으니                                                       |
| 13                     | 2013년 5월 18일       | * 글로벌 텔레토비                                                       | * 정으니                                                       |
| 13                     | 2013년 5월 18일       | * Weekend Update 출동 SNL                                               | * 훈계대상 청소년 역할                                         |
| 14                     | 2013년 5월 25일       |                                                                         |                                                                |
| 14                     | 2013년 5월 25일       | * 보디가드                                                              | * 김종서의 스토커 역할                                         |
| 14                     | 2013년 5월 25일       | * 아바타2                                                               | * 특수효과 전문배우 김민교                                     |
| 14                     | 2013년 5월 25일       | * 세상에 이런놈이 : AN SNL DIGITAL SHORT                                | * 동네 폭력배 역할                                             |
| 14                     | 2013년 5월 25일       | * LEGEND OF 조용퓔 : AN SNL DIGITAL SHORT                               | * 이미테이션 가수 조용퓔의 아내                                |
| 14                     | 2013년 5월 25일       | * Weekend Update SNL 초대석                                             | * 북한 국방위원장 김정은                                       |
| 15                     | 2013년 6월 1일        |                                                                         |                                                                |
| 15                     | 2013년 6월 1일        | * 그놈 목소리                                                           | * 수사반 형사 김민교                                           |
| 15                     | 2013년 6월 1일        | * 블랙스완                                                              | * 무용가 김민교                                                |
| 15                     | 2013년 6월 1일        | * 무서운 이야기 <조별 과제 잔혹사> : AN SNL DIGITAL SHORT               | * 대학생 김민교(학번 20836015)                                 |
| 15                     | 2013년 6월 1일        | * STEP BY STEP : AN SNL DIGITAL SHORT                                   | * 그룹 2NE1 멤버 산다라박                                      |
| 15                     | 2013년 6월 1일        | * 스타트랙 다크니스                                                     | * 뽀빠이 이상용                                                |
| 16                     | 2013년 6월 8일        |                                                                         |                                                                |
| 16                     | 2013년 6월 8일        | * 사랑을 훔치다                                                         | * 지하철 승객 겸 절도 피해자                                   |
| 16                     | 2013년 6월 8일        | * 무서운 이야기 <조별 과제 잔혹사 2> : AN SNL DIGITAL SHORT             | * 대학생 김민교(2006학번)                                      |
| 16                     | 2013년 6월 8일        | * 사과실업                                                              | * 반응연기전문 방청객 김민교                                   |
| 16                     | 2013년 6월 8일        | * 아찔한 소개팅                                                         | * 안영미의 소개팅 상대 김민교                                  |
| 16                     | 2013년 6월 8일        | * Crazy in 욕 욕먹어야 사는 여자 : AN SNL DIGITAL SHORT                 | * 백댄서 김민교                                                |
| 16                     | 2013년 6월 8일        | * Weekend Update 출동 SNL                                               | * 낙동강 괴물쥐 뉴트리아                                       |
| 16                     | 2013년 6월 8일        | * Weekend Update 대기실 풍경                                            | * 크루 김민교                                                  |
| 16                     | 2013년 6월 8일        | * Musical Guest : 아이비                                                | * 동공연기 전문 크루 김민교(MG소개)                            |
| 17                     | 2013년 6월 15일       |                                                                         |                                                                |
| 17                     | 2013년 6월 15일       | * 오프닝                                                                | * 이범수의 후배 배우 김민교                                    |
| 17                     | 2013년 6월 15일       | * 처녀들의 저녁식사                                                     | * 소방관 김민교                                                |
| 17                     | 2013년 6월 15일       | * 아이리스 1.5 : AN SNL DIGITAL SHORT                                   | * 정보요원 김민교                                              |
| 17                     | 2013년 6월 15일       | * 우리형님 살려내                                                       | * 응급실 의사 김민교                                           |
| 17                     | 2013년 6월 15일       | * Project Runway Korea Miranda Kerr : AN SNL DIGITAL SHORT              | * 건달패션 디자이너 ‘이범슈’                                   |
| 17                     | 2013년 6월 15일       | * Weekend Update 속보                                                   | * 북한 국방위원장 김정은                                       |
| 19                     | 2013년 7월 13일       |                                                                         |                                                                |
| 19                     | 2013년 7월 13일       | * 신개념 쇼 - 울긴 왜 울어                                              | * 야구선수 류현진                                              |
| 19                     | 2013년 7월 13일       | * 트윗스탑 : AN SNL DIGITAL SHORT                                       | * 배우 김민교(39)                                              |
| 19                     | 2013년 7월 13일       | * 봉태규의 인생극장 : AN SNL DIGITAL SHORT                              | * 봉태규의 지인 김민교                                         |
| 19                     | 2013년 7월 13일       | * Let 美人(미인)                                                        | * 성형외과 전문의 김민교                                       |
| 19                     | 2013년 7월 13일       | * 봉태규의 편집 아카데미 : AN SNL DIGITAL SHORT                         | * 배우 김민교                                                  |
| 19                     | 2013년 7월 13일       | * 마왕의 교실                                                           | * 학생 김민교                                                  |
| 19                     | 2013년 7월 13일       | * Weekend Update 슬기로운 탐구생활                                      | * 흡연가 김민교                                                |
| 20                     | 2013년 7월 20일       |                                                                         |                                                                |
| 20                     | 2013년 7월 20일       | * 감시자들                                                              | * 감시반 비밀경찰관                                            |
| 20                     | 2013년 7월 20일       | * 토요미스테리 자유로 귀신 : AN SNL DIGITAL SHORT                       | * 프로듀서 김민교                                              |
| 20                     | 2013년 7월 20일       | * 가요 탑10 - 썸머무드송                                                | * 그룹 코리아나(곡: ‘송해 손잡고’) 가수                        |
| 20                     | 2013년 7월 20일       | * 민교의 난 : AN SNL DIGITAL SHORT                                      | * 남성운동가 김민교                                            |
| 20                     | 2013년 7월 20일       | * SHOW ME THE MONEY                                                     | * 하드코어 랩의 장인 ‘가리옹’                                  |
| 20                     | 2013년 7월 20일       | * Weekend Update 슬기로운 탐구생활                                      | * 한국 운전자 김민교                                           |
| 21                     | 2013년 7월 27일       |                                                                         |                                                                |
| 21                     | 2013년 7월 27일       | * 우리는 하나다                                                         | * 야구단 선수 김민교                                           |
| 21                     | 2013년 7월 27일       | * 트윗엔젤 : AN SNL DIGITAL SHORT                                       | * 서유리 전 남자친구(사진출연)                                 |
| 21                     | 2013년 7월 27일       | * 너의 목소리가 들려                                                    | * 검사 김민교                                                  |
| 21                     | 2013년 7월 27일       | * 진격의 거인                                                           | * 대한민국 농구 국가대표팀 주전선수 김민교                     |
| 22                     | 2013년 8월 3일        |                                                                         |                                                                |
| 22                     | 2013년 8월 3일        | * 오프닝                                                                | * 문희준                                                       |
| 22                     | 2013년 8월 3일        | * 미생 : 잔혹한 면접                                                    | * 신입사원 김민교                                              |
| 22                     | 2013년 8월 3일        | * 김구라의 말싸움 대행 서비스 : AN SNL DIGITAL SHORT                    | * 음식점 종업원                                                |
| 22                     | 2013년 8월 3일        | * 구라용(龍)팝 : AN SNL DIGITAL SHORT                                   | * 아이돌그룹 '구라용팝' 멤버                                   |
| 22                     | 2013년 8월 3일        | * 단언컨대                                                              | * 클라라 남자친구 역할                                         |
| 22                     | 2013년 8월 3일        | * Weekend Update 슬기로운 탐구생활                                      | * 보신탕 애호가 김민교                                         |
| 22                     | 2013년 8월 3일        | * Weekend Update SNL초대석 - SNL옴부즈맨 김구라 편                      | * 동공연기 전문 크루 김민교                                    |
| 23                     | 2013년 8월 10일       |                                                                         |                                                                |
| 23                     | 2013년 8월 10일       | * 이벤트의 제왕                                                         | * 남미 춤 전문가 김민교                                        |
| 23                     | 2013년 8월 10일       | * 사극왕 최수종 : AN SNL DIGITAL SHORT                                  | * 시나리오 작가 김민교                                         |
| 23                     | 2013년 8월 10일       | * 놈놈놈2                                                               | * 싸이(PSY)                                                    |
| 23                     | 2013년 8월 10일       | * 쌍커풀 MAKER : AN SNL DIGITAL SHORT                                   | * 궁예                                                         |
| 23                     | 2013년 8월 10일       | * 최수종의 청순 연애 아카데미                                           | * 클럽 이용객 김민교                                           |
| 23                     | 2013년 8월 10일       | * 설국열차                                                              | * 지하철 노점상 김민교                                         |
| 24                     | 2013년 8월 17일       |                                                                         |                                                                |
| 24                     | 2013년 8월 17일       | * 오프닝                                                                | * 쿨 멤버 김성수                                               |
| 24                     | 2013년 8월 17일       | * 사과실업                                                              | * 반응연기전문 방청객 김민교                                   |
| 24                     | 2013년 8월 17일       | * 오빠, 지금 우리집에 아무도 없어 : AN SNL DIGITAL SHORT                | * 장남 민교                                                    |
| 24                     | 2013년 8월 17일       | * 알뜰살뜰 살림장만 퀴즈쇼                                              | * 반응연기전문 방청객 김민교                                   |
| 24                     | 2013년 8월 17일       | * 조폭 마누라                                                           | * 인천 피바다파 조직원 김민교                                  |
| 24                     | 2013년 8월 17일       | * 굿바이 슬기                                                           | * SNL 크루 겸 김슬기의 선배배우 김민교                         |
| 24                     | 2013년 8월 17일       | * Weekend Update 슬기로운 탐구생활                                      | * 악플러 김민교                                                |
| 25                     | 2013년 8월 24일       |                                                                         |                                                                |
| 25                     | 2013년 8월 24일       | * 게임쇼 오글오글                                                       | * 반응연기전문 방청객 김민교                                   |
| 25                     | 2013년 8월 24일       | * 설국열차2                                                             | * 커티스의 동료 역할                                           |
| 25                     | 2013년 8월 24일       | * 누구신지? : AN SNL DIGITAL SHORT                                      | * 신지 남자친구 역할                                           |
| 25                     | 2013년 8월 24일       | * 김슬기의 작별인사                                                     | * SNL 크루 겸 김슬기의 선배배우 김민교                         |
| 26                     | 2013년 8월 31일       |                                                                         |                                                                |
| 26                     | 2013년 8월 31일       | * 추노                                                                  | * 추노패 생존동료 역할                                         |
| 26                     | 2013년 8월 31일       | * 화산 외국어 고등학교 : AN SNL DIGITAL SHORT                           | * 화산외고 삼대장 중 전교2등 김민교(수학 올림피아드 입상 경력) |
| 26                     | 2013년 8월 31일       | * 미안하다 사랑한다                                                     | * 다방 손님 역할                                               |
| 26                     | 2013년 8월 31일       | * Weekend Update : tvN 동화 행복한 세상 - 제1화 운수업하기 좋은 날      | * 김 첨지                                                      |
| 26                     | 2013년 8월 31일       | * Weekend Update                                                        | * 스미싱가해자측 500만원 인출 자료화면(사진출연)               |
| 27                     | 2013년 9월 7일        |                                                                         |                                                                |
| 27                     | 2013년 9월 7일        | * 시루떡 보이즈 : AN SNL DIGITAL SHORT                                  | * 멤버 겸 MINI자동차 운전사 역할                               |
| 27                     | 2013년 9월 7일        | * 승리의 품격                                                           | * YG 엔터테인먼트 대표 양현석의 채권자들 중 보스 역할          |
| 27                     | 2013년 9월 7일        | * 승리의 자취방 대실 서비스 : AN SNL DIGITAL SHORT                      | * 홍대입구 어느 자취방 세입자 겸 서비스 알선자 역할            |
| 27                     | 2013년 9월 7일        | * 심야식당                                                              | * 식당 손님 역할                                               |
| 27                     | 2013년 9월 7일        | * Weekend Update                                                        | * 유희열의 진행에 놀란 SNL 제작진(코너중 수시출연)             |
| 27                     | 2013년 9월 7일        | * Weekend Update : tvN 동화 행복한 세상 - 제2화 인어공주                | * 왕자 김민교                                                  |
| 28                     | 2013년 9월 14일       |                                                                         |                                                                |
| 28                     | 2013년 9월 14일       | * 도트배틀 : AN SNL DIGITAL SHORT                                       | * 디자이너                                                     |
| 28                     | 2013년 9월 14일       | * 아메리칸 갱스터                                                       | * 쏘니                                                         |
| 28                     | 2013년 9월 14일       | * 진격의 모델 : AN SNL DIGITAL SHORT                                    | * 인터넷 쇼핑몰 CEO 겸 모델                                    |
| 28                     | 2013년 9월 14일       | * 커밍아웃                                                              | * 김민교                                                       |
| 28                     | 2013년 9월 14일       | * Weekend Update                                                        | * 유희열의 진행에 놀란 방청객(코너중 수시출연)                 |
| 29                     | 2013년 9월 21일       |                                                                         |                                                                |
| 29                     | 2013년 9월 21일       | * 오프닝                                                                | * 크루 김민교                                                  |
| 29                     | 2013년 9월 21일       | * 미친 사랑                                                             | * 식당 손님                                                    |
| 29                     | 2013년 9월 21일       | * 민교의 난 2                                                           | * 복학생 김민교                                                |
| 29                     | 2013년 9월 21일       | * 국가공인 착함 인증마크 : AN SNL DIGITAL SHORT                         | * 김민교                                                       |
| 29                     | 2013년 9월 21일       | * Weekend Update : 요샛말 나들이                                        | * 유희열의 진행에 놀란 방청객                                  |
| 30                     | 2013년 9월 28일       |                                                                         |                                                                |
| 30                     | 2013년 9월 28일       | * 사랑도 통역이 되나요?                                                 | * 지나 남자친구 김민교                                         |
| 30                     | 2013년 9월 28일       | * GTA 조선 : AN SNL DIGITAL SHORT                                       | * 김민교, 노비                                                 |
| 30                     | 2013년 9월 28일       | * 전설의 주먹                                                           | * 시라소니                                                     |
| 30                     | 2013년 9월 28일       | * Weekend Update                                                        | * 방청객                                                       |
| 31                     | 2013년 10월 5일       |                                                                         |                                                                |
| 31                     | 2013년 10월 5일       | * 비트2                                                                 | * 영화감독 김민교                                              |
| 31                     | 2013년 10월 5일       | * GTA 경성 : AN SNL DIGITAL SHORT                                       | * 김민교, 왕초 김춘삼, 김두한, 이완용                          |
| 31                     | 2013년 10월 5일       | * 응답하라 2013                                                         | * 2034년의 신민교                                              |
| 31                     | 2013년 10월 5일       | * 전설의 주먹                                                           | * 시라소니                                                     |
| 31                     | 2013년 10월 5일       | * Weekend Update : 개구쟁이 스덕후                                      | * 아지랄                                                       |
| 31                     | 2013년 10월 5일       | * Weekend Update                                                        | * 방청객                                                       |
| 32                     | 2013년 10월 12일      |                                                                         |                                                                |
| 32                     | 2013년 10월 12일      | * 자우림 멤버를 찾아라!                                                 | * 방청객                                                       |
| 32                     | 2013년 10월 12일      | * 깡철이                                                                | * 깡철이 친구                                                  |
| 32                     | 2013년 10월 12일      | * SNL 게임즈 레지던트 이불 : AN SNL DIGITAL SHORT                       | * 김민교, 경비원                                               |
| 32                     | 2013년 10월 12일      | * 관상                                                                  | * 수양대군                                                     |
| 32                     | 2013년 10월 12일      | * Weekend Update : 개구쟁이 스덕후                                      | * 아지랄                                                       |
| 33                     | 2013년 10월 19일      |                                                                         |                                                                |
| 33                     | 2013년 10월 19일      | * 오프닝                                                                | * 크루 김민교                                                  |
| 33                     | 2013년 10월 19일      | * 온에어                                                                | * PD 김민교                                                    |
| 33                     | 2013년 10월 19일      | * 아저씨 NOT NORMAL : AN SNL DIGITAL SHORT                              | * 김민교                                                       |
| 33                     | 2013년 10월 19일      | * 브라보 마이 라이프                                                    | * 포장마차 손님                                                |
| 33                     | 2013년 10월 19일      | * 톰 히들스턴의 층간소음 공익광고 : AN SNL DIGITAL SHORT                | * 토르                                                         |
| 33                     | 2013년 10월 19일      | * Weekend Update : 개구쟁이 스덕후                                      | * 아지랄                                                       |
| 33                     | 2013년 10월 19일      | * Weekend Update                                                        | * 한화 이글스 팬                                               |

- tvN SNL 코리아 시즌3 회차별 코너 및 배역

| * 오프닝                              | * 크루 김민교                                           |                                                                     |                                                           |
| * 정글의 비밀                         | * 정글 부족원                                           |                                                                     |                                                           |
| * 유망상품 특별전 가다랭이포 영어사전 | * 탕수육맛 중국어사전 및 푸아그라맛 프랑스어사전 판매원 |                                                                     |                                                           |
| * 빽                                  | * 드라마 감독 김민교                                    |                                                                     |                                                           |
| * 여의도 텔레토비 Returns             | * 화나                                                  |                                                                     |                                                           |
| * 위크엔드 업데이트 - SNL 배심원단    | * 배심원 대표(크루) 김민교                              |                                                                     |                                                           |
| 2                                     | 2012년 9월 15일                                         |                                                                     |                                                           |
| 2                                     | 2012년 9월 15일                                         | * 특훈 욕쟁이 할머니                                                | * 할아버지                                                |
| 2                                     | 2012년 9월 15일                                         | * 알퐁스 돗대의 마지막 수업                                         | * 학생 김민교                                             |
| 2                                     | 2012년 9월 15일                                         | * 응답하라 1997호 : An SNL Digital Short                            | * 모유정                                                  |
| 2                                     | 2012년 9월 15일                                         | * 명작S파일                                                         | * 마라(다비드의 그림작품)                                 |
| 2                                     | 2012년 9월 15일                                         | * 여의도 텔레토비 Returns                                           | * 화나                                                    |
| 2                                     | 2012년 9월 15일                                         | * 위크엔드 업데이트 - SNL 배심원단                                  | * 배심원 대표(크루) 김민교                                |
| 3                                     | 2012년 9월 22일                                         |                                                                     |                                                           |
| 3                                     | 2012년 9월 22일                                         | * SNL 선정 우수중소기업 특별전 - 니가 가라 하와이 여행사            | * 동수                                                    |
| 3                                     | 2012년 9월 22일                                         | * SNL 토요명화 스페셜 : 광애, 미친사랑                              | * 광해군                                                  |
| 3                                     | 2012년 9월 22일                                         | * 화성인 X파일 화성인패밀리 갸루전도남 : AN SNL DIGITAL SHORT       | * 갸루전도남 유오성의 친구                                |
| 3                                     | 2012년 9월 22일                                         | * 느그 아부지                                                       | * 담임                                                    |
| 3                                     | 2012년 9월 22일                                         | * 여의도 텔레토비 Returns                                           | * 문제니                                                  |
| 5                                     | 2012년 10월 6일                                         |                                                                     |                                                           |
| 5                                     | 2012년 10월 6일                                         | * 스페셜 가요톱10 : 윤상의 무드송 베스트송                          | * 솔리드의 멤버 이준(2위곡 ‘이밤의 모텔 잡고’)            |
| 5                                     | 2012년 10월 6일                                         | * 영화는 영화다                                                     | * 범인 역할                                               |
| 5                                     | 2012년 10월 6일                                         | * 쨕 : 메디컬 특집                                                  | * 남자 1호                                                |
| 5                                     | 2012년 10월 6일                                         | * 여의도 텔레토비 Returns                                           | * 문제니                                                  |
| 5                                     | 2012년 10월 6일                                         | * 신통 할매 보살                                                    | * 할아버지                                                |
| 6                                     | 2012년 10월 13일                                        |                                                                     |                                                           |
| 6                                     | 2012년 10월 13일                                        | * 오프닝                                                            | * 키 185 cm 미만 크루 김민교                              |
| 6                                     | 2012년 10월 13일                                        | * SNL 다큐 드라마 막돼먹은 누나 사생팬 : AN SNL DIGITAL SHORT       | * 사생전문택시 운전기사                                   |
| 6                                     | 2012년 10월 13일                                        | * 쿠거 하우스                                                       | * 시주 받으려는 스님                                      |
| 6                                     | 2012년 10월 13일                                        | * 여의도 텔레토비 Returns                                           | * 문제니                                                  |
| 6                                     | 2012년 10월 13일                                        | * 클래식 오딧세이                                                   | * 방청객                                                  |
| 7                                     | 2012년 10월 20일                                        |                                                                     |                                                           |
| 7                                     | 2012년 10월 20일                                        | * 오프닝                                                            | * 남성 단체 방청객의 일원                                 |
| 7                                     | 2012년 10월 20일                                        | * 손담비의 섹시디바 되는 법 : AN SNL DIGITAL SHORT                  | * 손담비의 팬, 군인                                       |
| 7                                     | 2012년 10월 20일                                        | * 무사고 1000일                                                     | * 대대장 김민교                                           |
| 7                                     | 2012년 10월 20일                                        | * 여의도 텔레토비 Returns                                           | * 문제니                                                  |
| 7                                     | 2012년 10월 20일                                        | * Weekend Update 중간광고 : 담비폰팅                                | * 목소리 이상한 아저씨                                    |
| 9                                     | 2012년 11월 3일                                         |                                                                     |                                                           |
| 9                                     | 2012년 11월 3일                                         | * 오프닝                                                            | * 크루 김민교(전현무와 문신교환)                          |
| 9                                     | 2012년 11월 3일                                         | * 손석히의 시선분산                                                 | * ‘주간(지) 게이’ 기자 김민교                             |
| 9                                     | 2012년 11월 3일                                         | * 진중건의 토론배틀                                                 | * 심형래(‘영구’ 분장)                                     |
| 9                                     | 2012년 11월 3일                                         | * 여의도 텔레토비 Returns                                           | * 문제니                                                  |
| 9                                     | 2012년 11월 3일                                         | * 일일 시트콤 뉴스 - 거침없이 뉴스 킥                               | * 전현무의 동생 민식(워싱턴 특파원)                       |
| 10                                    | 2012년 11월 10일                                        |                                                                     |                                                           |
| 10                                    | 2012년 11월 10일                                        | * 늑대소년 : AN SNL DIGITAL SHORT                                   | * 늑대소년                                                |
| 10                                    | 2012년 11월 10일                                        | * 슈퍼스타 K 60초의 비밀                                            | * 프로듀서 김민교                                         |
| 10                                    | 2012년 11월 10일                                        | * 밥 로스의 화장을 해봅시다                                         | * 화장당하는 정치인                                       |
| 10                                    | 2012년 11월 10일                                        | * 약심장                                                            | * 문재인 (당시)제18대 대선예비후보                        |
| 10                                    | 2012년 11월 10일                                        | * 여의도 텔레토비 Returns                                           | * 문제니                                                  |
| 10                                    | 2012년 11월 10일                                        | * 일일 시트콤 뉴스 - 거침없이 뉴스킥                                | * 웨이터 김민교                                           |
| 11                                    | 2012년 11월 17일                                        |                                                                     |                                                           |
| 11                                    | 2012년 11월 17일                                        | * 닮은꼴 관광나이트                                                 | * 문희준의 대역                                           |
| 11                                    | 2012년 11월 17일                                        | * REAL TONHYUK feat. 너희들의 흑역사 - AN SNL DIGITAL SHORT         | * 문희준                                                  |
| 11                                    | 2012년 11월 17일                                        | * 도전! 국민여동생 KOREA                                            | * 한국삼촌협회 정 총무                                    |
| 11                                    | 2012년 11월 17일                                        | * 여의도 텔레토비 Returns                                           | * 문제니                                                  |
| 11                                    | 2012년 11월 17일                                        | * 일일 시트콤 뉴스 - 거침없이 뉴스킥                                | * 신동엽의 큰아들                                         |
| 12                                    | 2012년 11월 24일                                        |                                                                     |                                                           |
| 12                                    | 2012년 11월 24일                                        | * 디렉터스 컷 - 약심장                                              | * 문재인 (당시)제18대 대선예비후보                        |
| 12                                    | 2012년 11월 24일                                        | * SNL 선정 우수 중소기업 유망상품 특별전 - 현무 파킹                | * 이용객(남자친구)                                        |
| 13                                    | 2012년 12월 1일                                         |                                                                     |                                                           |
| 13                                    | 2012년 12월 1일                                         | * 오프닝                                                            | * 문희준(호스트 박재범과 힙합배틀)                        |
| 13                                    | 2012년 12월 1일                                         | * SNL 토요명화 스페셜 : 하나쯤 갖고싶은 MY PS 파트너                | * 순수청년 지성                                           |
| 13                                    | 2012년 12월 1일                                         | * 베이비시터 면접                                                   | * 문재인 (당시)제18대 대통령 후보                         |
| 13                                    | 2012년 12월 1일                                         | * WARF 인증서 - 3. WARF PS                                          | * 어느 남성                                               |
| 13                                    | 2012년 12월 1일                                         | * 남자기 때문에 - 박재범 feat. 김슬기 : AN SNL DIGITAL SHORT        | * 김슬기의 아버지                                         |
| 13                                    | 2012년 12월 1일                                         | * 여의도 텔레토비 Returns                                           | * 문제니                                                  |
| 14                                    | 2012년 12월 8일                                         |                                                                     |                                                           |
| 14                                    | 2012년 12월 8일                                         | * 2012 연예대상                                                     | * 레드 카펫 사진작가 역할                                 |
| 14                                    | 2012년 12월 8일                                         | * 밥 로스의 화장을 해봅시다                                         | * 화장당하는 정치인                                       |
| 14                                    | 2012년 12월 8일                                         | * 엑스라지 - 김현숙 : AN SNL DIGITAL SHORT                          | * 문희준                                                  |
| 14                                    | 2012년 12월 8일                                         | * 베이비시터 면접2                                                  | * 문 후보님                                               |
| 14                                    | 2012년 12월 8일                                         | * 여의도 텔레토비 Returns                                           | * 문제니                                                  |
| 15                                    | 2012년 12월 15일                                        |                                                                     |                                                           |
| 15                                    | 2012년 12월 15일                                        | * 오프닝                                                            | * ‘브라걸’(호스트 브아걸의 패러디그룹) 리더 ‘거인’        |
| 15                                    | 2012년 12월 15일                                        | * 베이비시터 면접3                                                  | * 문 후보님                                               |
| 15                                    | 2012년 12월 15일                                        | * 브라운 아이드 걸스 - 플라스틱 페이스 : AN SNL DIGITAL SHORT       | * 김민교                                                  |
| 15                                    | 2012년 12월 15일                                        | * 이엉돈 PD의 먹거리 X파일                                          | * 피고인(가인)측 변호인 김민교                            |
| 15                                    | 2012년 12월 15일                                        | * 내셔널 에로 그라픽 - 제아 킴의 인생과 에로 : AN SNL DIGITAL SHORT | * 대물상사 임원 역할(사진출연)                            |
| 15                                    | 2012년 12월 15일                                        | * 브아걸의 학교 2013                                                | * 고등학생 김민교                                         |
| 15                                    | 2012년 12월 15일                                        | * 여의도 텔레토비 Returns                                           | * 문제니                                                  |
| 16                                    | 2012년 12월 22일                                        |                                                                     |                                                           |
| 16                                    | 2012년 12월 22일                                        | * 오프닝                                                            | * 문제니                                                  |
| 16                                    | 2012년 12월 22일                                        | * 임재범 캐롤 앨범 SMS Town : An SNL Digital Short                  | * 문재인 前 대선 후보                                     |
| 16                                    | 2012년 12월 22일                                        | * 유망상품 특별전 말동무 DVD                                        | * 말동무 Vol.4                                            |
| 16                                    | 2012년 12월 22일                                        | * 씨씨티비 천국 : An SNL Digital Short                              | * 엘리베이터 탑승객                                       |
| 16                                    | 2012년 12월 22일                                        | * VJ특공팀 - 솔로들의 크리스마스 대(大)소동                         | * (프리허그 준비한)인형남 김민교, 스님남, 솔로대첩 참가자 |
| 16                                    | 2012년 12월 22일                                        | * 엔딩                                                              | * 문제니                                                  |
| 17                                    | 2012년 12월 29일                                        |                                                                     |                                                           |
| 17                                    | 2012년 12월 29일                                        | * 다큐멘터리 격동 SNL                                               | * 크루 김민교                                             |

- tvN SNL 코리아 시즌2 회차별 코너 및 배역

| * 지난 일요일 SNL 회의실                           | * SNL 조연출 김민교 |                                                        |                                            |
| * 혈액형은 모든 것을 말한다 - AN SNL DIGITAL SHORT | * A형 보유자        |                                                        |                                            |
| 2                                                  | 2012년 6월 2일      |                                                        |                                            |
| 2                                                  | 2012년 6월 2일      | * 오프닝                                               | * 남성 단체 관람객의 일원                  |
| 2                                                  | 2012년 6월 2일      | * 미드나잇 요가                                        | * 수련생                                   |
| 3                                                  | 2012년 6월 9일      |                                                        |                                            |
| 3                                                  | 2012년 6월 9일      | * 범죄없는 마을                                        | * 경찰관 김민교                            |
| 3                                                  | 2012년 6월 9일      | * 김정은의 초콜릿                                      | * 북한 국방위원장 김정은                   |
| 3                                                  | 2012년 6월 9일      | * 직장 내 성희롱 예방 교육 비디오                      | * 추남사원 1                               |
| 3                                                  | 2012년 6월 9일      | * 여의도 텔레토비                                      | * 또                                       |
| 4                                                  | 2012년 6월 16일     |                                                        |                                            |
| 4                                                  | 2012년 6월 16일     | * 오프닝                                               | * 크루 김민교                              |
| 4                                                  | 2012년 6월 16일     | * 우리 사랑해도 될까요                                 | * 고경표의 남자친구                        |
| 4                                                  | 2012년 6월 16일     | * 쨕 : 재소자 특집 : AN SNL DIGITAL SHORT              | * 남자 1호                                 |
| 4                                                  | 2012년 6월 16일     | * Weekend Update - 포괄수가제에 대한 시민들 반응       | * 떡볶이집 고객                            |
| 4                                                  | 2012년 6월 16일     | * 국내 최초 통합교사보험                               | * 촌지를 받은 교사                         |
| 4                                                  | 2012년 6월 16일     | * 초간단 요리                                          | * 요리사 김원해에게 접시를 전달하는 연출자 |
| 5                                                  | 2012년 6월 23일     |                                                        |                                            |
| 5                                                  | 2012년 6월 23일     | * 쨕 : 재소자 특집 2부 : AN SNL DIGITAL SHORT          | * 남자 1호                                 |
| 5                                                  | 2012년 6월 23일     | * Weekend Update 현장출동                              | * 대한민국 사람                            |
| 5                                                  | 2012년 6월 23일     | * 신동엽 축하공연                                      | * 방청객                                   |
| 5                                                  | 2012년 6월 23일     | * 엔딩                                                 | * 크루 김민교(호스트 신동엽의 소개)        |
| 6                                                  | 2012년 6월 30일     |                                                        |                                            |
| 6                                                  | 2012년 6월 30일     | * 종교인의 밤                                          | * 스님                                     |
| 6                                                  | 2012년 6월 30일     | * 지금 평양에선                                        | * 북한 국방위원장 김정은                   |
| 7                                                  | 2012년 7월 7일      |                                                        |                                            |
| 7                                                  | 2012년 7월 7일      | * SES 2기 오디션                                       | * 바다의 프로듀서 김민교                   |
| 7                                                  | 2012년 7월 7일      | * 스피드 욕 배달                                       | * 직장인 고객                              |
| 7                                                  | 2012년 7월 7일      | * SEX AND THE CITY                                     | * 정명옥에게 추파를 던지는 남자            |
| 7                                                  | 2012년 7월 7일      | * 여의도 텔레토비                                      | * 화나                                     |
| 7                                                  | 2012년 7월 7일      | * Weekend Update - 드라마 <신사의 품격> 관련보도장면   | * 크루 김민교(장동건 연기)                 |
| 7                                                  | 2012년 7월 7일      | * 미녀 삼총사(CHARLIE'S ANGELS) : AN SNL DIGITAL SHORT | * 김민교(미녀삼총사에게 응징됨)            |
| 8                                                  | 2012년 7월 14일     |                                                        |                                            |
| 8                                                  | 2012년 7월 14일     | * 의뢰인                                               | * 검사 김민교                              |
| 8                                                  | 2012년 7월 14일     | * 쨕 : 재소자 리턴즈 : AN SNL DIGITAL SHORT            | * 남자 1호                                 |
| 8                                                  | 2012년 7월 14일     | * 여의도 텔레토비                                      | * 화나                                     |

### 드라마
| 방송일                            | 방송사     | 제목                                      | 배역                    |
| --------------------------------- | ---------- | ----------------------------------------- | ----------------------- |
| 2020년 3월 15일                   | TV조선     | 예능드라마 어쩌다 가족                    | 김민교                  |
| 2019년 2월 11일                   | MBC        | 월화드라마 아이템                         | 방학재                  |
| 2017년 10월 21일                  | SBS        | 특별기획 브라보 마이 라이프               |                         |
| 2017년 2월 24일 ~ 2017년 4월 15일 | JTBC       | 금토드라마 힘쎈여자 도봉순                | 아가리                  |
| 2014년 11월 24일 ~ 2015년 5월 8일 | KBS1       | 일일연속극 당신만이 내사랑                | 이남순                  |
| 2014년 8월 7일 ~ 2014년 10월 9일  | tvN        | 목요드라마 잉여공주                       | 도지용                  |
| 2014년 6월 21일                   | SBS        | 주말드라마 끝없는 사랑                    | 표진수(특별출연)        |
| 2013년 10월 7일 ~ 2014년 3월 14일 | MBC        | 일일드라마 제왕의 딸 수백향               | 망구                    |
| 2013년 11월 6일                   | MBC        | 드라마 페스티벌 아프리카에서 살아남는 법  | 김 실장                 |
| 2013년 5월 27일 ~ 2013년 7월 16일 | tvN        | 월화드라마 연애조작단; 시라노             | 고영달                  |
| 2012년 12월 23일                  | KBS2       | 단막극 KBS 드라마 스페셜 - 또 한번의 웨딩 | 채하경의 제부           |
| 2012년 1월 5일                    | SBS        | 드라마 스페셜(수목드라마) 싸인            | 경찰관(제1회, 특별출연) |
| 2025년 2월 22일 ~                 | 쿠팡플레이 | 오리지널 드라마 직장인들                  | 김민교                  |

### 뮤지컬
| 출연시기 | 뮤지컬명                          | 배역         |
| -------- | --------------------------------- | ------------ |
| 2005년   | 홀스토메르 어느 말의 이야기       | (출연)       |
| 2006년   | 밑바닥에서                        | 싸친         |
| 2007년   | 블루 다이아몬드 - 서푼짜리 오페라 | 갱(단) 3인자 |

## 기타 활동

### 광고
- 2019년 경기도 인싸머니 경기지역화폐
- 2017년 배스킨라빈스 31 8콘 (유승호, 차은우, 송유정, 권혁수와 공동모델)
- 2016년~2017년 롯데리아 '롱 치즈스틱', '홈서비스송', '착!한점심'
- 2015년 THE SUV 스포티지
- 2015년 SK브로드밴드 Giga
- 2014년 슈퍼 셀 클래쉬 오브 클랜
- 2014년 노트게임즈 퓨전 무협 판타지 MMORPG ‘진왕’ (서유리와 공동모델)
- 2014년 KDB대우증권 ELS (차범근, 정성호, 김태희와 공동모델)
- 2013년 위메이크프라이스 (김슬기와 공동모델)
- 2013년 현대자동차 아반떼 (서유리, 안영미, 이상훈과 공동모델)
- 2013년 LG유플러스 티켓플래닛 (김슬기와 공동모델), LTE 시리즈(존 박, 김구라, 김원해, 김지민 등과 공동출연)
- 2013년 니콘 (안영미, 권혁수와 공동모델)
- 2013년 한국토지주택공사 행복주택 (국토교통부와 공동제작, 안영미와 공동모델)
- 2013년 넥슨 카스온라인2 (김원해와 공동모델)
- 2013년 롯데카드 '롯데앱카드' (맹승지와 공동모델)

### 라디오
- 2013년 8월 1일 KBS쿨FM 홍진경의 가요광장(클라라 임시진행) - 게스트 전화연결 목소리출연.
- 2013년 9월 3일 SBS 파워FM 김창렬의 올드 스쿨 - 남자의 품격 제2편, 배우 김민교(게스트 출연)
- 2013년 12월 13일 SBS 파워FM 두시 탈출 컬투 쇼 - 초대손님

### 뮤직비디오 출연
- 2013년 AOA 블랙 MOYA
- 2013년 혜이니 LOVE007

### 그 외 활동
- 2012년 9월 28일 - EBS 《어머니 전》(장진감독과 김금례 여사 편) ... 김슬기(당시 여주인공)를 비롯, 연극 《서툰 사람들》의 출연진과 찬조출연.
- 2013년 5월 1일 - tvN 《백지연의 피플인사이드》 SNL 크루 편 ... 김슬기, 정성호, 정명옥과 동반출연.
- 2013년 5월 16일 - Mnet 《M! Countdown》, 포미닛의 곡 이름이 뭐에요 공연 특별출연 (SNL코리아 Digital Short의 웨인 루니분장).

## 수상 및 후보
| 연도 | 시상식       | 부문        | 작품            | 결과 |
| ---- | ------------ | ----------- | --------------- | ---- |
| 2015 | KBS 연기대상 | 남자 조연상 | 당신만이 내사랑 | 후보 |
| 2016 | tvN10 어워즈 | made in tvN | SNL 코리아      | 후보 |

## 사건
2020년 김민교의 반려견이 80대 노인을 물어,노인이 사망하는 사건이 있었다.